# Футбол на летней Универсиаде 2005
Соревнования по футболу на XXIII летней Универсиаде в Измире (Турция) прошли с 10 по 20 августа 2005 года. Были разыграны 2 комплекта наград. В соревнованиях приняли участие 28 команд (16 у мужчин и 12 у женщин).

## Результаты

### Таблица медалей
| Место | Страна   | Золото | Серебро | Бронза | Всего |
| ----- | -------- | ------ | ------- | ------ | ----- |
| 1     | Япония   | 1      | 0       | 1      | 2     |
| 2     | Бразилия | 1      | 0       | 0      | 1     |
| 3-4   | Италия   | 0      | 1       | 0      | 1     |
| 3-4   | Китай    | 0      | 1       | 0      | 1     |
| 5     | Марокко  | 0      | 0       | 1      | 1     |
| Всего | Всего    | 2      | 2       | 2      | 6     |

## Участники

### Мужчины
| Группа А    | Группа В | Группа С | Группа D       |
| ----------- | -------- | -------- | -------------- |
| Бразилия    | Ирландия | Италия   | Великобритания |
| Марокко     | Россия   | Китай    | Иран           |
| Турция      | Таиланд  | Уругвай  | Мексика        |
| Южная Корея | Япония   | ЮАР      | Чехия          |

### Женщины
| Группа А       | Группа В | Группа С  |
| -------------- | -------- | --------- |
| Ирландия       | Канада   | Бразилия  |
| Новая Зеландия | Франция  | Китай     |
| Тайвань        | Чехия    | Финляндия |
| Турция         | Япония   | ЮАР       |